# 花剌子模共产党
花剌子模共产党是中亚的花剌子模和希瓦地区历史上的一个共产主义政党。该党成立于1920年。1922年，该党成为俄国共产党（布尔什维克）在花剌子模人民苏维埃共和国的一个分支。1924年春天，该党拒绝就当时俄共（布）中央正在酝酿的苏维埃中亚地区行政区划调整议题作任何表态。同年7月，该党才正式认同了在中亚地区基于民族界限组建新的苏维埃共和国的方案。与此同时，苏联官方作出了花剌子模共产党已被渗入“资产阶级、民族主义者、托洛茨基分子的要素，阻碍了新共和国的组建”的结论。1924年末，该党随着苏维埃中亚地区行政区划的调整而解散。